# Brian Belet
Brian E. Belet (* 1955 in Aberdeen, Maryland) ist ein US-amerikanischer Komponist und Musikpädagoge.

## Leben
Brian Belet studierte an der University of Illinois at Urbana-Champaign, wo er 1990 den Doktorgrad mit einer Dissertation über James Tenney erlangte. Er ist Professor an der San José State University und leitet hier das Center for Research in Electro-Acoustic Music. 2002 war er Gast-Composer in Residence an der De Montfort University und  am Dartington College of Arts in Großbritannien. Er ist Mitglied der Society of Composers, der Society for Electro-Acoustic Music in the United States (SEAMUS), der Electronic Music Foundation und the International Computer Music Association.
Im Mittelpunkt von Belets kompositorischem Schaffen steht die elektroakustische Musik. Er arbeitet auf dem Gebiet der algorithmischen Komposition, der Live-Klangsynthese, -Computerimprovisation und -Mensch-Technik-Interaktion sowie der mikrotonalen Musik. Mit Stephen Ruppenthal führte er 2010 seine Komposition System of Shadows beim International Computer Musik Festival in New York und beim Kyma International Sound Symposium in Wien auf. Im gleichen Jahre wurde Sea Lion Mix und Remembering Allen beim Electronic Music Southwest Festival und Remembering Allen beim Contemporanea Festival di Nuova Musica in Udine aufgeführt. Mit dem Ensemble SoundProof (mit Patricia Strange und Stephen Ruppenthal) wurde Belet 2010–11 zu Konzerten und Meisterklassen an die University of Oregon, die Portland State University und zum Bellingham Electro-Acoustic Festival eingeladen.

## Werke
- Four Proportional Preludes für Klavier, 1991
- Refraction: Three Gestural Reflections für Posaunenquartett, 1992
- [MUTE]ation computergeneriertes Tonband, 1994
- difference (no doubt it queues)  -and- an abstract (difference (queues)) für Computer, 1997
- Still Harmless [BASS]ically für elektrischen  Bass und Kyma-Klangdesign, 2000
- Roundabout: Four Canons and Something Else für Perkussionsensemble, 2000
- Lyra für Violine und Kyma-Klangdesign, 2002
- (Disturbed) Radiance für Klavier und Kyma-Klangdesign, 2005
- Drei Kinderstücke für Klavier, 2004
- Lobby Reforms für Publikum und Kyma-Klangdesign, 2006
- Pacific Rim: Three Preludes für Klavier, 2006
- System of Shadows für Trompeten und Kyma-Klangdesign, 2007
- Name Droppings für computerbearbeitete Stimmen, 2008
- Remembering Allen für computerbearbeitete Stimme, 2008
- Space Chickens, Computermusik, 2008
- Right On, Write On für Klavier, rechte Hand, 2008
- Ekphrasis 1: Inner Landscape für Stimme und Computer, 2009
- Sea Lion Mix für Computer und menschliche Stimme, 2009
- ReV40 für Klavier, 2009
- Winds of Change für Klarinette, Bassklarinette und Kyma-Klangdesign, 2011
- Summer Phantoms: Nocturne für Klavier und Elektronik, 2011
- Ion Trails (Cloud Chamber Storms) für Percussion und Kyma-Klangdesign, 2012
- Midnight Bass Stroll für computerbearbeiteten Kontrabass, 2012
- Distant Dream of Chapada Diamantina für Altflöte, 2012